# Stay Alive (film)
Stay Alive (ang. Stay Alive) – amerykański horror filmowy, którego główni bohaterowie zmagają się z wirtualną morderczynią.

## Obsada
| Rola            | Aktor             |
| --------------- | ----------------- |
| October Bantum  | Sophia Bush       |
| Jonathan Malkus | James Haven       |
| Miller          | Adam Goldberg     |
| Swink Sylvania  | Frankie Muniz     |
| Pan Crowley     | David Bregulla    |
| Hutch O’Neill   | Jon Foster        |
| Abigail         | Samaire Armstrong |
| Loomis Crowley  | Milo Ventimiglia  |
| Rex             | Billy Slaughter   |

## Ekipa
- Reżyseria – William Brent Bell
- Scenariusz – William Brent Bell, Matthew Peterman
- Muzyka – Tyler Bates, John Frizzell
- Zdjęcia – Alejandro Martinez
- Montaż – Mark Stevens
- Scenografia – Bruton Jones, Alan Hook, Kristin Bicksler
- Kostiumy – Caroline Eselin
- Produkcja – Gary Barber, William Brent Bell, Roger Birnbaum, McG, Matthew Peterman, Peter Schlessel, James Stern
- Producent wykonawczy – Adam Del Deo, Becki Cross Trujillo, Jonathan Glickman, Douglas Hansen

## Opis fabuły
Film opowiada o grupce nastolatków. Jeden z nich dostał pewną grę od swojego tragicznie zmarłego przyjaciela, który grał w nią tuż przed swoją śmiercią. Gra nazywa się Stay Alive. Sześcioro przyjaciół postanawia uruchomić grę. Wkrótce po tym jak któreś z nich przegrywa, umiera w taki sam sposób jak w grze, a zabija ich Hrabina Elżbieta Batory. Aby pozostać przy życiu, muszą kontynuować rozgrywkę i zmienić przebieg zdarzeń tak, by nie dać się unicestwić. Początkowo dochodzą do wniosku, że jeśli nie będą kontynuować gry, uda im się ujść cało, lecz okazuje się, iż gra toczy się własnym życiem. Nastolatkowie udają się do miejsca, gdzie została ona stworzona. Gdy docierają na miejsce, stwierdzają, że wszystko, co tam się znajduje, zostało zawarte w grze. Aby przeżyć, muszą zakończyć ową grę bo w przeciwnym razie zostaną unicestwieni.